# Э-Беккет, Мэри Энн
Мэри Энн Э-Беккет (урожденная Глоссоп) (англ. Mary Ann á Beckett; 29 апреля 1815, Лондон — 11 декабря 1863) — британский композитор. Жена Гилберта Эббота Э-Беккета.

## Биография
Родилась в семье основателя Королевского Кобургского театра. Её детство прошло в монастыре в Авиньоне. Долгое время находилась в Италии, где изучала музыку. В 1835 году вышла замуж за Гилберта Эббота Э-Беккета, писателя-сатирика, журналиста, юмориста, драматурга.
Автор многих песен на слова своего мужа, фортепианных пьес, камерной музыки и трёх опер: «Agnes Sorel» (1835), «Little Red Riding Hood» (1842) и «The Young Pretender» (1846). Муж написал либретто для двух её опер.

## Избранные музыкальные сочинения

### Песни и дуэты
| - «Vainly to me of love you speak». Duet. Words by Gilbert A’Beckett. c 1840 - «Farewell dear scenes». Ballad. 1842 - «Wherefore maiden art thou straying?» .Rondo.1842 - «Tis not the sparkling diadem». Ballad. 1842 - «When mem’ry through the mist of tears». 1843 - «Dear scenes of happier hours». Ballad. 1845 - «My home must be where’er thou art». Words by Mark Lemon, 1846 - «I dream of thee». Song. Words by Barry Cornwall. 1847 - «Love me if I live». Song. Words by Barry Cornwall. 1847 - «My home must be where’er thou art». Song. Words by Mark Lemon. 1847 - «Lightly won is lightly held». Duett. Words by Mark Lemon. 1847 - «A maiden from her lonely bow’r». Ballad. Words by Mark Lemon. 1847 | - "One kindly word before we part. Ballad. Words by Mark Lemon. 1847 - «Ne’er think that I’ll forget thee». Words by the composer. Ballad. 1850 - «It is o’er, that happy dream». Ballad. Words by Bertie Vyse. 1851 - «Do not smile». Ballad. Words by J D Douglas. 1851 - «And must we then in silence meet». Ballad. Words by the composer. 1851 - «Dear scenes of happier hours». Ballad. Words by Gilbert A’Beckett. 1854 - «Oh! come again sweet summer time». Ballad. Words by William A’Beckett. 1854 - «Take back thy gift». Ballad. Words by Gilbert A’Beckett. 1854 - «Dear scenes of happier hours» .Ballad . Words by Gilbert A’Beckett.1854 - «Dear Italy». Ballad. Words by Gilbert A’Beckett. 1856 - «Dear old England». A patriotic song . Words by Mrs V Roberts. 1859 |

### Фортепианные пьесы
- «The Casino Waltz». 1847
- «The Ridotto Waltz». 1847
- «The Royal Nursery Quadrilles, or Popular Nursery Tunes». 1851.

'Источник: Music und Gender im Internet.